# 下松市民歌
「下松市民歌」（くだまつしみんか）は、日本の山口県下松市が制定した市民歌である。作詞・高橋重見、補作・坂口淳、作曲・大村能章。

## 解説
1954年（昭和29年）に下松市の市制15周年、並びに都濃郡米川村の編入合併を記念して制定された。同時に市民音頭「下松音頭」も作られており、制定から10年後の1964年（昭和39年）にはビクターレコードがA面に三浦洸一が歌唱する市民歌、B面に曽根史郎と榎本美佐江が歌唱する「下松音頭」を収録したシングル盤（規格品番：PRB-4036）を製造している。
下松市では市民歌と市民音頭の制定後も後述する様々な楽曲が作成されているが、市民歌に関しては例規集への掲載のみで「現在は特に歌われていない」とする。旋律は2012年（平成24年）末に著作権の保護期間を満了した。

## 下松市に関連する市民歌以外の楽曲
1974年（昭和49年）に下松市役所と下松市観光協会が市制35周年記念事業として共同編集した冊子『くだまつの唄』が市の「郷土資料・文化遺産デジタルアーカイブ」により電子化され、公式サイト上で一般公開を行っている。
市民憲章マーチ
作詞：下松市民憲章推進協議会 作曲：山門芳馨
1969年（昭和44年）に市制30周年を記念して制定された「下松市民憲章」の条文に旋律を付けた憲章歌。日本コロムビアが若羽ちどりとチャッピーズの歌唱によりシングル盤（PES-7515）を製造している。B面曲は愛唱歌「サルビアの街」（作詞・作曲：山門芳馨）。
2017年（平成29年）には「市民憲章マーチ」に合わせた体操「くだまつコミスポ体操」が市民憲章推進協議会とスポーツ推進委員協議会の共同事業として作成された。
潮騒と星のまち
作詞：山上路夫 作曲：平尾昌晃
1989年（平成元年）に市制50周年を記念して作成された市民愛唱歌。下松市役所高齢福祉課長寿支援係が作成した「くだまつサンサン体操」のBGMとして使用されている。
くだまるのうた
作詞・作曲：MIKKO
市のマスコットキャラクター「くだまる」のテーマソング。2021年（令和3年）に新型コロナウイルスの影響で外出自粛が長期化していた中で「子供たちに、楽しく身体を動かしてもらい、明るく元気な気持ちになってほしい」と言う趣旨で作成された。